# Yphthimoides remissa
Yphthimoides remissa är en fjärilsart som beskrevs av Gustav Weymer 1911. Yphthimoides remissa ingår i släktet Yphthimoides och familjen praktfjärilar. Inga underarter finns listade i Catalogue of Life.